# Ronja Sulin
Ronja Sulin (1992) è una giocatrice di football americano finlandese, che gioca gioca come quarterback per le West Coast Phoenix..